# Anglická ragbyová reprezentace

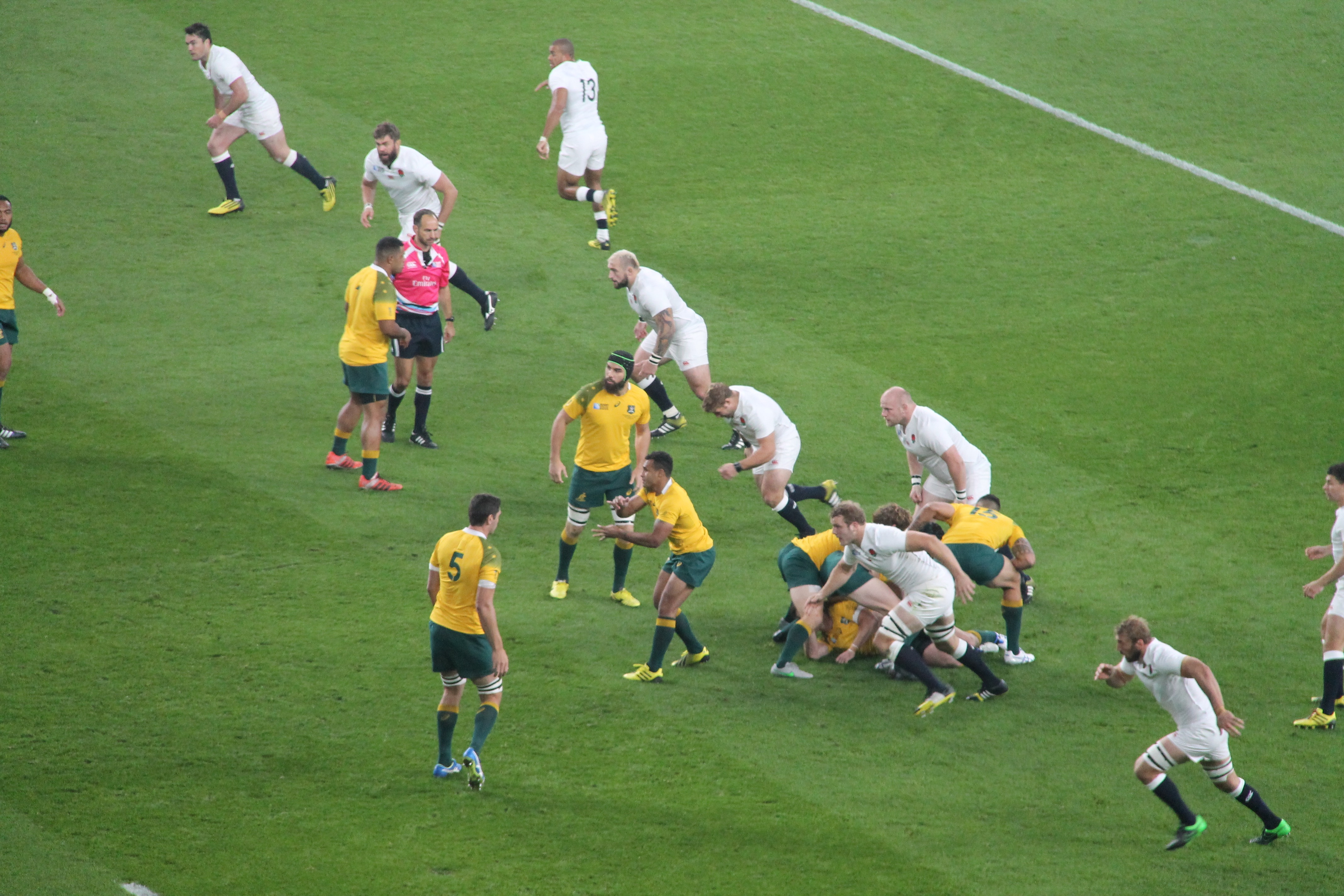
Anglická reprezentace (v bílém) v zápase pro Austrálii na Mistrovství světa 2015

Anglická ragbyová reprezentace reprezentuje Anglii na turnajích v rugby union. Anglie je pravidelným účastníkem mistrovství světa v ragby, které se koná každé čtyři roky. Ragbisté Anglie dokázali vyhrát MS 2003, když porazili 20:17 po prodloužení pořádající Austrálii. Jsou zatím jedinou zemí ze severní polokoule, který vyhrál MS v ragby. Ve třech případech ve finále prohráli. 

## Historie
První mezinárodní ragbyový zápas odehrála Anglie proti Skotsku v roce 1871, v zápase v Edinburghu prohrála 0:1. Nejvyšší vítězství (134:0) si přispali v roce 2001 proti Rumunsku a největší rozdílem prohráli s Austrálií 0:76 v roce 1998. 

## Pohár šesti národů
Anglická ragbyová reprezentace se každoročně účastní Poháru šesti národů, který vyhrála 29krát, naposledy v roce 2020.

## Mistrovství světa
| Rok  | Dějiště finálového zápasu | Umístění                             |
| ---- | ------------------------- | ------------------------------------ |
| 1987 | Nový Zéland               | čtvrtfinále (prohra s Walesem)       |
| 1991 | Anglie                    | Stříbrná medaile                     |
| 1995 | Jižní Afrika              | 4. místo                             |
| 1999 | Wales                     | čtvrtfinále (prohra s Jižní Afrikou) |
| 2003 | Austrálie                 | Zlatá medaile                        |
| 2007 | Francie                   | Stříbrná medaile                     |
| 2011 | Nový Zéland               | čtvrtfinále (prohra s Francií)       |
| 2015 | Anglie                    | základní skupina                     |
| 2019 | Japonsko                  | Stříbrná medaile                     |
| 2023 | Francie                   | semifinále (prohra s Jižní Afrikou)  |